# Liste Schwarzer Madonnen
Im Folgenden findet sich eine nicht vollständige Auflistung von Vorkommen und Verehrungsstätten  Schwarzer Madonnen.

## Europa

### Deutschland
In Deutschland werden Schwarze Madonnen unter anderem verehrt in:
| Ort                                                  | Bistum                         | Kirche                                                         | Kunstwerk | Entstehungszeit                        | Bemerkungen | Bild |
| ---------------------------------------------------- | ------------------------------ | -------------------------------------------------------------- | --------- | -------------------------------------- | --- | ---- |
| Geisingen-Gutmadingen                                | Erzbistum Freiburg             | Bruderschaftskapelle Maria Trost                               | Statue    |                                        | die ursprüngliche schwarze Madonna ging verloren, im Jahr 2000 wurde eine schwarze Madonna als Ersatz erworben |      |
| Jungingen                                            | Erzbistum Freiburg             | St. Silvester                                                  | Statue    |                                        | Kopie der Schwarzen Madonna aus Einsiedeln. Wurde 1935 nach Jungingen gebracht. |      |
| Beilstein                                            | Trier                          | Karmeliterkirche St. Joseph                                    | Statue    | 12./13. Jahrhundert                    | spanischen Ursprungs; von den Spaniern am Ende ihrer kurzen Herrschaft über Beilstein nach dem Dreißigjährigen Krieg zurückgelassen. |      |
| Bielefeld                                            | Paderborn                      | St. Jodokus                                                    | Statue    | 1220                                   | |      |
| Altötting                                            | Passau                         | Altöttinger Gnadenkapelle                                      | Holzfigur | aus der 1. Hälfte des 14. Jahrhunderts | berühmtes Gnadenbild der Altötting-Wallfahrt |      |
| Hohenthann, Ortsteil Heiligenbrunn                   | Regensburg                     | Wallfahrtskirche Mariä Heimsuchung                             | Statue    | Ende 17./Anfang 18. Jahrhundert        | dem Gnadenbild von Altötting nachgebildet |      |
| Köln                                                 | Erzbistum Köln                 | St. Maria in der Kupfergasse                                   | Statue    | vor 1630                               | Die Marienstatue wurde wahrscheinlich von einem niederländischen Meister geschnitzt und befindet sich seit 1630 in Köln. |      |
| Düsseldorf-Benrath                                   | Erzbistum Köln                 | Pfarrkirche St. Cäcilia                                        | Statue    | 1677                                   | von Pfalzgraf Philipp Wilhelm in Auftrag gegebene Nachbildung des Gnadenbilds aus dem Kloster Einsiedeln in der Schweiz |      |
| Hirschberg an der Bergstraße, Ortsteil Leutershausen | Erzbistum Freiburg             | Wallfahrtskirche St. Johannes Baptist                          | Statue    | vor 1743                               | Nachbildung der Madonna von Loreto |      |
| Remagen                                              | Trier                          | Kapelle Schwarze Madonna                                       | Statue    | nach 1945                              | Die Statue wurde von Adolf Wamper nach dem Zweiten Weltkrieg während seiner Lagerzeit aus dem Lehm des Kriegsgefangenenlagers modelliert und, da keine Möglichkeit zum Brennen war, mehrfach in Leinöl getränkt, um sie vor dem Zerbröckeln zu bewahren. |      |
| Ludwigshafen am Rhein-Oggersheim                     | Speyer                         | Schloss- und Wallfahrtskirche Mariä Himmelfahrt (Ludwigshafen) | Statue    |                                        | Wallfahrt zur Casa Santa von Loreto mit Madonna aus schwarzem Holz |      |
| Spabrücken                                           | Trier                          | Kirche Mariä Himmelfahrt                                       |           | 14. Jahrhundert                        | „Schwarze Madonna vom Soon“ |      |
| Windhausen in Boppard-Herschwiesen                   | Trier                          | Wallfahrtskirche „Zur Schwarzen Muttergottes“                  |           |                                        | |      |
| Schloss Hohenstein                                   | Bamberg                        |                                                                |           |                                        | |      |
| Regensburg                                           | Regensburg                     | Stift Niedermünster                                            | Statue    | 12. Jahrhundert                        | Maria im Stil der „Siegbringerin“ Nikopoia |      |
| Rastatt                                              | Erzbistum Freiburg             | Einsiedelner Kapelle                                           | Statue    |                                        | Nachbildung der Figur aus dem Kloster Einsiedeln |      |
| München                                              | Erzbistum München und Freising | Theatinerkirche                                                | Statue    |                                        | |      |
| München                                              | Erzbistum München und Freising | Abtei St. Bonifaz                                              |           |                                        | |      |
| Insel Mainau                                         | Erzbistum Freiburg             | Schlosskirche St. Marien                                       | Statue    |                                        | Kopie aus dem 18. Jahrhundert, dort seit 1757 |      |
| Niedereschach – Ortsteil Fischbach-Sinkingen         | Erzbistum Freiburg             | Wallfahrts-Marienkapelle                                       | Statue    | nach 14. Jahrhundert                   | Nachbildung der Figur aus dem Kloster Einsiedeln |      |
| Stetten ob Lontal, Gemeinde Niederstotzingen         | Rottenburg-Stuttgart           | Wallfahrtskirche Mariä Himmelfahrt                             | Statue    |                                        | Nachbildung der Figur aus dem Kloster Einsiedeln |      |
| Warendorf                                            | Münster                        | St. Laurentius (Warendorf)                                     | Statue    |                                        | |      |
| Wipperfürth                                          | Erzbistum Köln                 | St. Johannes, Kreuzberg                                        | Statue    |                                        | |      |
| Ennepetal                                            | Essen                          | Maria im Schnee (Kapelle)                                      | Statue    |                                        | |      |

### Österreich
In Österreich werden Schwarze Madonnen unter anderem verehrt in:
| Ort                                      | Bundesland       | Kirche                                          | Kunstwerk | Entstehungszeit | Bemerkungen | Bild                                                 |
| ---------------------------------------- | ---------------- | ----------------------------------------------- | --------- | --------------- | --- | ---------------------------------------------------- |
| Loretto                                  | Burgenland       | Basilika Maria Loretto                          | Bild      | 1644            | Schwarze Madonna von Loretto in Anlehnung an Loreto durch Freiherr Hans Rudolf von Stotzingen († 1651) in Auftrag gegeben. |                                                      |
| Unterfrauenhaid                          | Burgenland       | Wallfahrtskirche Mariä Himmelfahrt              | Bild      | 1629            | Der Hochaltar hat einen freistehenden Tabernakel mit einem Gnadenbild der Hl. Maria nach dem Vorbild der Schwarzen Madonna von Tschenstochau | Blick zum Altar                                      |
| Klagenfurt                               | Kärnten          | Dom St. Peter und Paul                          | Statue    |                 | | Schwarze Madonna, Dom St. Peter und Paul, Klagenfurt |
| St. Martin, Schloss Maria-Loretto        | Kärnten          | Schlosskapelle                                  | Statue    | 1660            | erbaut 1660 von Graf Johann von Rosenberg, Wolfgang Andrä und Georg Niklas Orsini-Rosenberg | schwarze Madonna am Hochaltar                        |
| Lurnfeld                                 | Kärnten          | Filialkirche Hohenburg (Lurnfeld)               | Statue    | ???             | Nachbildung der Altöttinger Madonna am Hochaltar |                                                      |
| Kötschach                                | Kärnten          | Pfarrkirche Unsere Liebe Frau                   | Bild      | ???             | Gnadenbild einer Schwarzen Muttergottesstatue als Mittelbild des Hochaltars. |                                                      |
| St. Andrä im Lavanttal                   | Kärnten          | Wallfahrtskirche Maria Loreto (St. Andrä)       | Statue    | ???             | Schwarze Madonna in der Loreto-Kapelle. Sie soll eine Kopie des zerstörten ursprünglichen Gnadenbildes von Loreto sein. |                                                      |
| Glandorf (Gemeinde St. Veit an der Glan) | Kärnten          | Waldkapelle auf dem Muraunberg                  | Statue    | Mitte 19. Jhdt. | kleiner Bau mit flacher Tonne und hölzerner Vorlaube, Mitte 19. Jahrhundert. |                                                      |
| Grasberg (Gemeinde Altmünster)           | Oberösterreich   | Kleine Kapelle                                  | Statue    | ???             | Schwarze Madonna in einer kleinen Kapelle am Straßenrand |                                                      |
| Gurk                                     | Kärnten          | Dom zu Gurk                                     | Statue    | ???             | Schwarze Madonna in der Schatzkammer. |                                                      |
| Langenzersdorf                           | Niederösterreich | Pfarrkirche St. Katharina                       | Statue    | 1708            | 1708 wurde an das südliche Seitenschiff noch die barocke Taufkapelle gebaut, in der die „Schwarze Madonna von Maria Einsiedeln“ steht und verehrt wird. |                                                      |
| Pettendorf (Gemeinde Hausleiten)         | Niederösterreich | Filialkirche St. Barbara                        | Statue    | vor 1693        | Auf dem Altartisch des rechten Seitenaltars, der der Heiligen Familie gewidmet ist, befindet sich seit dem Patrozinium 2005 eine restaurierte Schwarze Madonna. Es handelt sich dabei um eine beglaubigte (durch Siegel auf der Rückseite bestätigte) Kopie der Madonna von Altötting, die zur Bauzeit der Barbara-Kapelle (1693) oder vermutlich sogar noch früher entstanden ist. |                                                      |
| Pfarrkirchen im Mühlkreis                | Oberösterreich   | Lorettokapelle im Schloss Althof                | Statue    | 1693            | Lorettokapelle mit Schwarzer Madonna an der Rückwand von Jakob Auer aus dem Jahr 1694 |                                                      |
| Lambach                                  | Oberösterreich   | Loretokapelle im Stift Lambach                  | ???       | ???             | Links vom Hochaltar gelangt man in die Loretokapelle (erbaut 1682 bis 1690), eine Nachbildung des „Heiligen Hauses“ in Loreto. |                                                      |
| Eisenerz                                 | Steiermark       | Pfarrkirche St. Oswald (Eisenerz)               | Statue    | 1839            | Die römisch-katholische Pfarrkirche St. Oswald in Eisenerz, im Volksmund Oswaldikirche genannt, ist die größte und bedeutendste Wehrkirche der Steiermark und eine der wenigen vollständig erhaltenen Österreichs. Auf dem rechten Seitenaltar befindet sich eine von Johann Max Tendler geschaffene, reich verzierte Holzplastik einer Loretomadonna aus dem Jahr 1839. |                                                      |
| Ried im Oberinntal                       | Tirol            | Lorettokapelle beim Kapuzinerkloster            | Statue    | ???             | Die Kapelle Maria Loreto befindet sich neben dem Eingang der Kapuzinerkirche. Sie verdankt ihre Entstehung dem Priester Gaulrapp, der um 1654 Kurat von Ried war. Dieser ließ eine Nachbildung der Marienstatue von Loreto hier aufstellen und verehren. Der Zulauf des Volkes war so groß, dass bald der Bau einer eigenen Kapelle erforderlich wurde. Diese wurde nach der Fertigstellung im Jahre 1666 geweiht. Der Gnadenort wird bis zum heutigen Tag von vielen Menschen aufgesucht, die sich Trost und Hilfe in persönlichen Anliegen erhoffen. |                                                      |
| Kössen                                   | Tirol            | Wallfahrtskirche Maria Klobenstein              | Statue    | ???             | Die aus drei Kapellen bestehende Anlage im Durchbruchstal der Großache ist von großer kulturgeschichtlicher Bedeutung. Die Mariahilfkapelle (Gnadenkapelle), 1731 erbaut, mit reich stuckierter Flachdecke und Gnadenbild, wurde 1890 mit der 1701 erbauten Loretokapelle verbunden. Unterhalb des Felsens („geklobener Stein“) steht die 1886 erbaute Brunnenkapelle (Wasserkapelle). in der Loretokapelle steht eine zur „Schwarzen Madonna“ uminterpretierte „Dunkle Urmutter“ nach Art der keltischen Borbeth                                      |                                                      |
| Wien 1. Bezirk                           | Wien             | Ruprechtskirche                                 | Statue    | ???             | Die römisch-katholische Ruprechtskirche ist die älteste in ihrer Grundsubstanz noch bestehende Kirche der Stadt Wien. Im kleinen Andachtsraum im Erdgeschoss des Turmes stehen eine Marienstatue aus Ebenholz (Lorettomadonna) |                                                      |
| Wien 1. Bezirk                           | Wien             | Augustinerkirche                                | Statue    | ???             | Die Augustinerkirche ist eine gotische römisch-katholische Pfarrkirche im 1. Wiener Gemeindebezirk. Die ehemalige kaiserliche Hofpfarrkirche ist heute Teil des Albertina-Traktes der Wiener Hofburg. In der nach 1784 wieder errichteten Loretokapelle befindet sich in einer mit Silber beschlagenen Altarnische die Figur einer Schwarzen Madonna. |                                                      |
| Wien 1. Bezirk                           | Wien             | Mariensäule im Stiftsgarten des Schottenstiftes | Statue    | 1825            | Pietro Nobile entwarf die Säule in der antiken Formensprache des Klassizismus. Über einem würfelförmigen Sockel erhebt sich ein sich leicht verjüngender Pfeiler, der oben durch ein Blattfries abgeschlossen wird. Auf dem Pfeiler steht eine Statue der Gottesmutter mit dem Kind. Die Säule ist in Eisenguss hergestellt. Die Madonna ist heute wie zur Entstehungszeit wieder schwarz gestrichen. |                                                      |
| Wien 19. Bezirk                          | Wien             | Josefskirche auf dem Kahlenberg                 | Bild      | ???             | Die Kirche St. Josef ist eine römisch-katholische Filialkirche der Pfarre Kahlenbergerdorf auf dem Kahlenberg im 19. Wiener Gemeindebezirk Döbling. Der linke Seitenaltar trägt eine Kopie des Gnadenbildes Schwarze Madonna aus dem Wallfahrtsort Tschenstochau. |                                                      |

### Schweiz

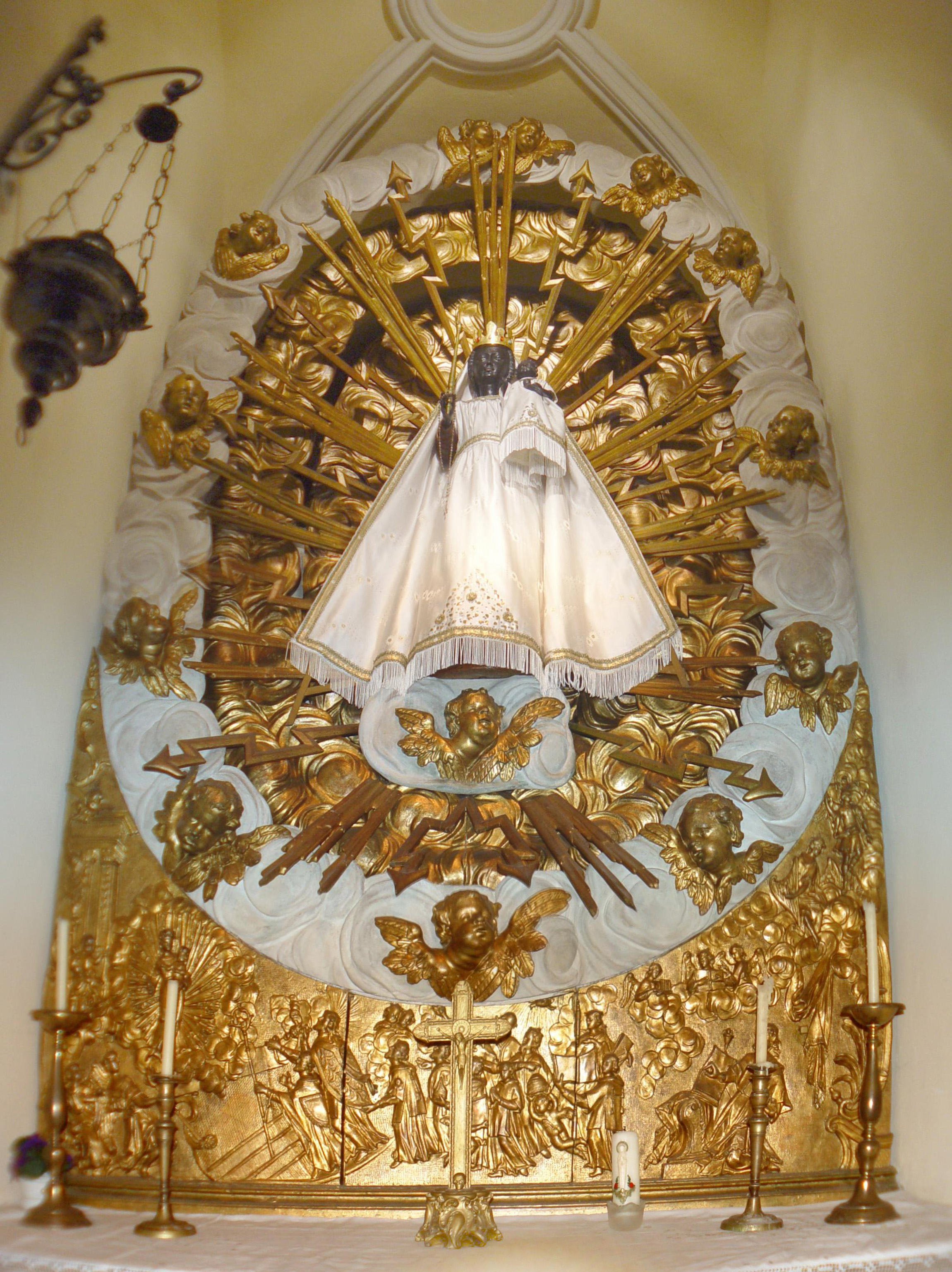
Gnadenbild Schwarze Madonna von Einsiedeln

Ein umfangreiches Verzeichnis Schwarzer Madonnen in der Schweiz findet sich in der Publikation von Margrit Rosa Schmid: Schwarz bin ich und schön.
- Unsere liebe Frau vom finstern Wald, Kloster Einsiedeln (ca. 1466), Kopien werden in Kirchen verehrt: St. Marien, Insel Mainau, Maria Heilbronn, Luthern Bad, Pfarrei Lenz (GR), Kloster Wonnenstein bei Teufen (AR) und St. Iddaburg bei Gähwil (SG)
- La Donna della Verità, Schwarze Kapelle, Ascona (ca. 16. Jahrhundert)
- Santa Maria di Loreto, Kirche Santa Maria di Loreto, Lugano
- Wallfahrtskirche Hergiswald
- Santa Maria Loretana, Sonogno
- Kirche St. Franziskus von Assisi, Uetikon am See
- Wallfahrtskirche St. Pelagiberg, St. Pelagiberg (TG)
- Loretokapelle Achenberg, Klingnau

### Frankreich

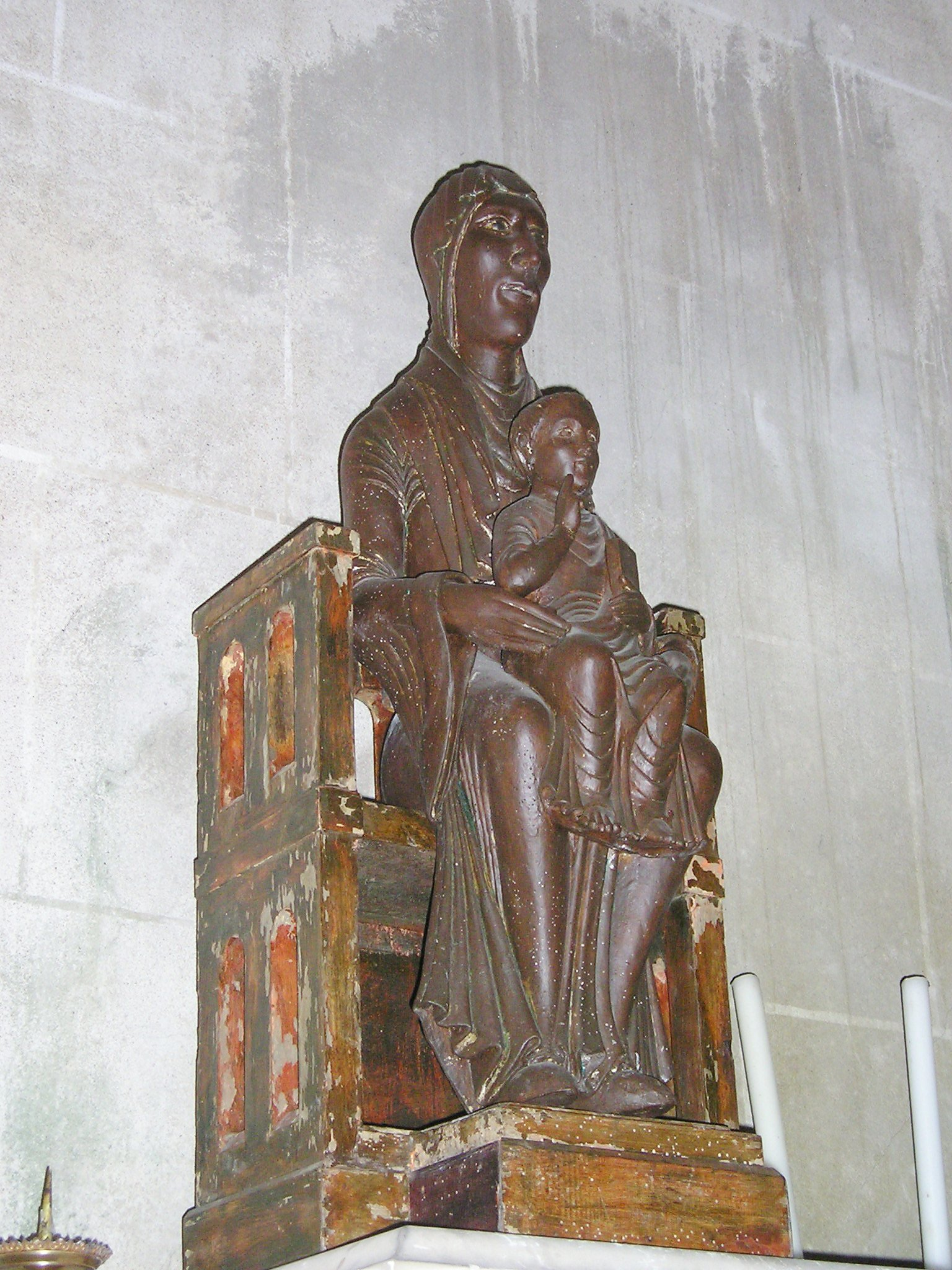
Die Schwarze Madonna aus der Zeit der Romanik in Meillers

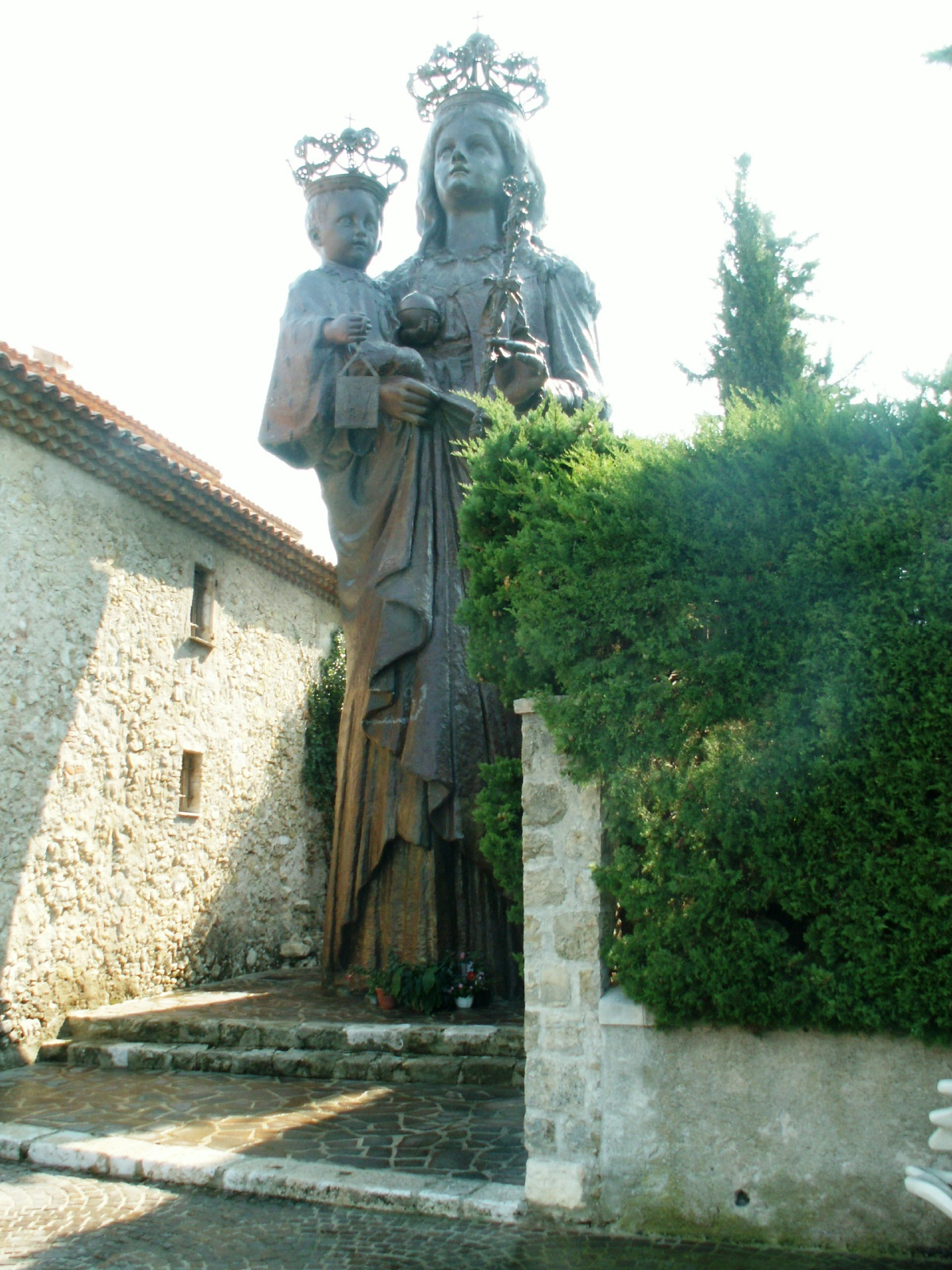
Die Schwarze Madonna von Saint-Jean-Cap-Ferrat

Laut einer Beschreibung aus dem Jahr 1550 (siehe Bermann, S. 22) soll Frankreich damals 190 Schwarze Madonnen gezählt haben. Sailens zählt in seinem Buch (siehe untenstehende Literaturliste) noch 119 auf (was aber vermutlich eine nicht ganz vollständige Aufzählung darstellt). Bekannte Schwarze Madonnen finden sich zum Beispiel in:
- Le Puy-en-Velay: Kathedrale
- Guingamp: Kirche Notre-Dame-de-Bon-Secours
- Mauriac: Kirche Notre-Dame-des-Miracles
- Meillers: Kirche Saint-Julien (romanische Madonna)
- Riom: Kirche Notre-Dame-du-Marthuret
- Rocamadour: Kapelle Notre-Dame-de-Rocamadour
- Saint-Jean-Cap-Ferrat
- Thuret: Prioratskirche
- Besse-et-Saint-Anastaise: Notre-Dame-de-Vassivière in der Kirche Saint-André

### Irland
- Karmelitenkloster in Dublin (Our Lady of Dublin)

### Italien

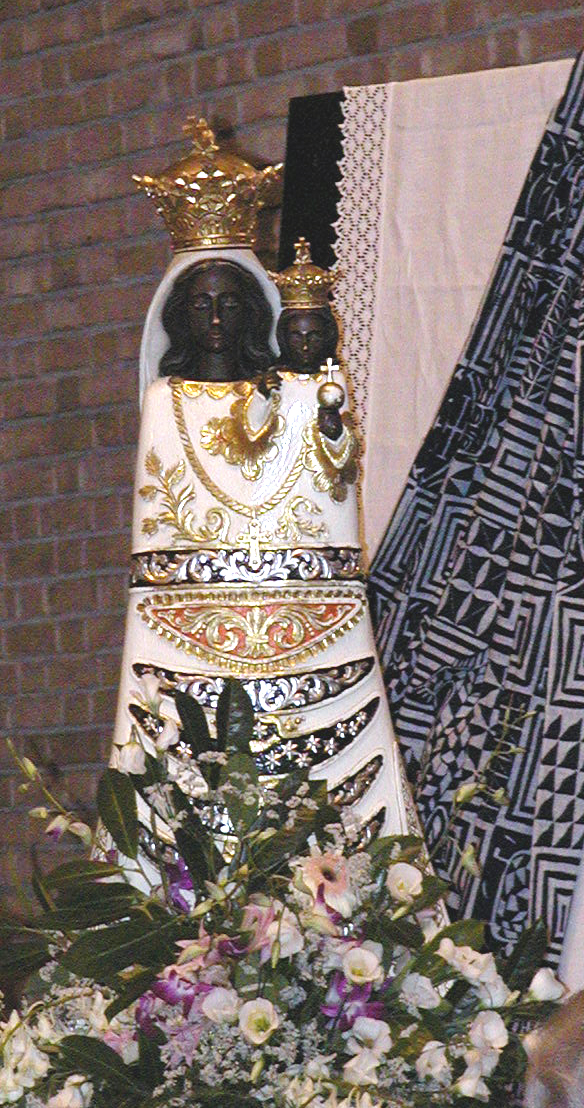
Die Kopie der Schwarzen Madonna von Loreto

- Besondere Verbreitung über Italien hinaus hat die Schwarze Madonna von Loreto gefunden. Das Original wurde 1921 durch einen Brand zerstört. Die heutige Statue in der Basilika vom Heiligen Haus ist also eine Kopie dieses Originals.
- Älter ist dagegen die Schwarze Madonna von Oropa. Die der Legende nach von Lukas geschaffene Statue soll von Bischof Eusebius von Vercelli im 4. Jahrhundert nach Oropa gebracht worden sein.
- Statue in der Wallfahrtskirche von Tindari
- Bild in der Santa Maria della Salute in Venedig
- Olivenholzstatue in Viggiano
- Kapelle Maria vom guten Weg in Bundschen, Sarntal, Südtirol[4]

Siehe auch die Liste schwarzer Madonnen in Italien auf www.angolohermes.com.

### Kroatien
- Marija Bistrica: Die Figur stammt aus dem 15. Jahrhundert, kam nach Marija Bistrica um 1545, wurde dort 1650 versteckt und galt kurzzeitig als verloren, wurde aber 1684 wiedergefunden.

- Primosten: Über der kroatischen Stadt Primošten befindet sich eine berühmte Statue der Jungfrau Maria von Loreto. Die Statue ist das größte Werk seiner Art auf der Welt. Es ist ein Ort mit einer wunderschönen Aussicht. Es liegt 173 Meter über dem Meeresspiegel auf dem Hügel Gaj.

### Litauen
- Vilnius, in der historischen Stadtmauer, im Tor der Morgenröte

### Luxemburg
In Luxemburg wird eine schwarze Madonna verehrt in:
- Luxemburg, St. Johannes in Luxemburg-Stadtgrund: 1805 von der Abtei Marienthal nach Luxemburg-Stadt gekommen, wohl spätes 14. Jahrhundert, Köln, Parler-Zeit. Die 1,20 m hohe, aus Nussbaum geschnitzte Statue, hat einen eleganten kurvig-schwingenden Körperbau. Ihre Gesichtszüge zeigen ein diskretes Lächeln.
- Esch-Sauer (Esch-sur-Sûre liegt im Norden des Landes)

### Malta
- La Valletta: dem heiligen Lukas zugeschriebenes Marienbild
- Citta Vecchio
- San Lorenzo Burgo, dem heiligen Lukas zugeschriebenes Marienbild
- Mdina, Kathedrale: Madonna des hl. Lukas

### Polen

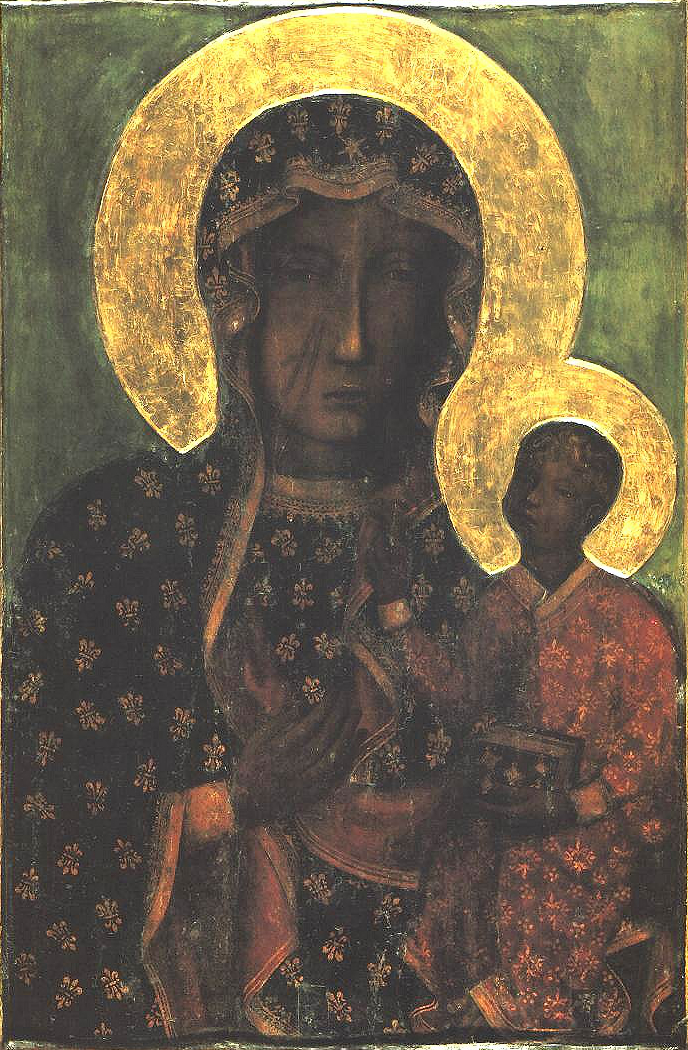
Schwarze Madonna von Tschenstochau

Dem polnischen Volk gilt die Schwarze Madonna von Tschenstochau auf dem Berg Jasna Góra als Nationalheiligtum. Das Bild hat nicht nur religiöse Bedeutung, sondern steht seit über hundert Jahren für den Freiheitswillen der polnischen Bevölkerung. Es gehört zu den sogenannten Lukasbildern; der erste Beleg für seine Existenz stammt jedoch von 1382. In der Marienkirche von Danzig befindet sich eine Schwarze Madonna, entsprechend der im Tor der Morgenröte von Vilnius.

### Portugal

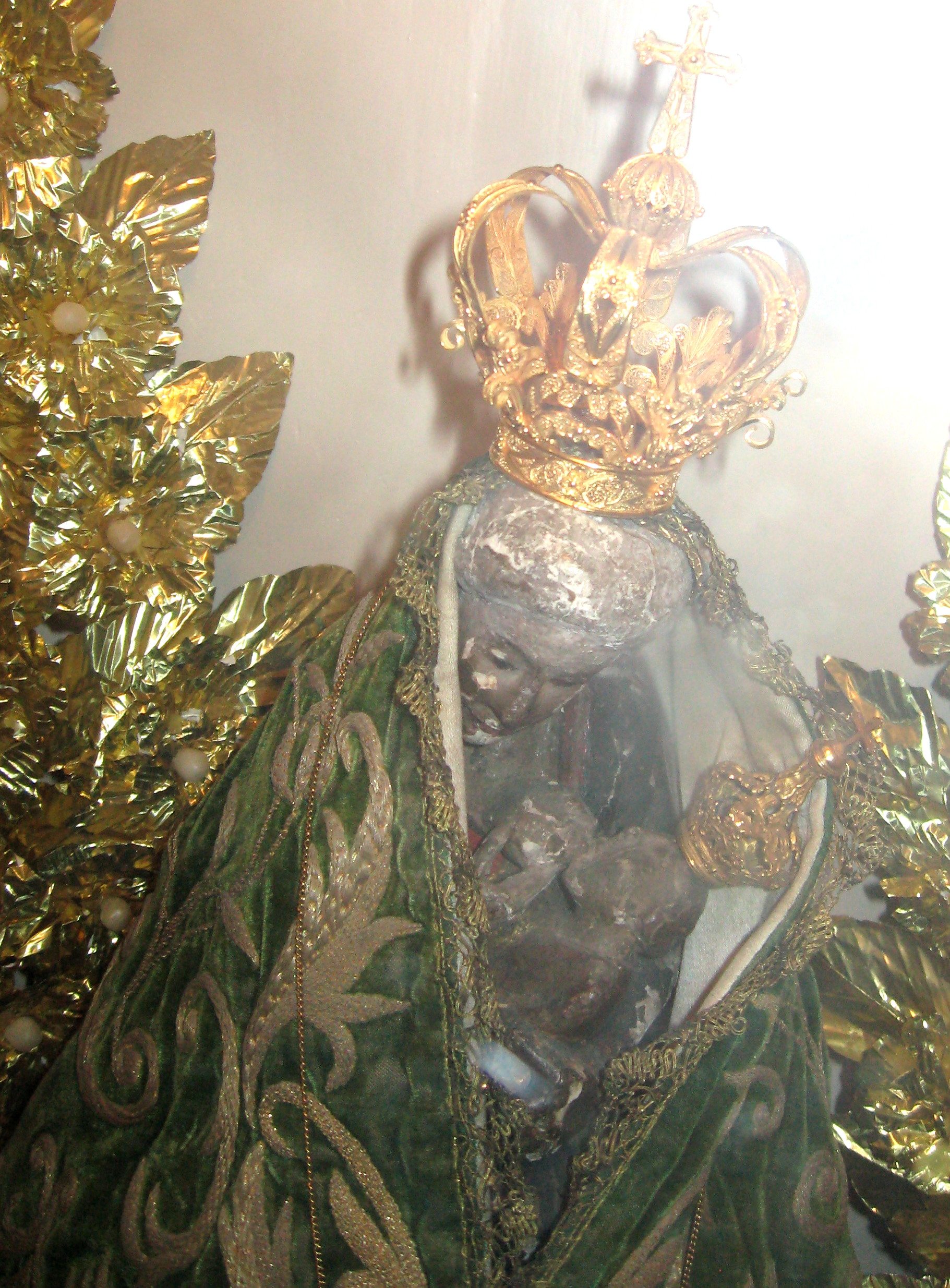
Nossa Senhora da Nazaré

- Madeira, Funchal
- Nazaré

Bei der Nossa Senhora da Nazaré (Unsere Liebe Frau von Nazareth) handelt es sich um eine knapp 30 cm hohe kleine Statue einer schwarzen stillenden Madonna, legendär 4. Jahrhundert, ihre Datierung schwankt zwischen dem 7. und 13. Jahrhundert. Bereits für das 14. Jahrhundert ist der Neubau einer ihr gewidmeten Kirche in der nach ihr benannten portugiesischen Stadt Nazaré bekannt, die eine kleine zuvor sie schützende Kapelle aus dem 12. Jahrhundert ersetzt haben soll, was auf einen vormaurischen Ursprung (Besetzung 711) deuten würde.

### Rumänien
- Recaș: seit 1746 verehrt, legendärer Ursprung
- Bukarest, St. Vinera

### Russland
- Kasan

### Montenegro
- Die Muttergottes vom Berg Philermos auf Rhodos stammt aus dem byzantinischen Raum des 11. oder 12. Jahrhunderts und wird als Patronin des Malteserordens verehrt. Von Rhodos kam sie über Malta nach Russland. Nach der Oktoberrevolution gelangte das Bild nach Belgrad und wurde seit dem Zweiten Weltkrieg vermisst, bis es in einem Kloster in Montenegro wieder auftauchte und ins Nationalmuseum von Montenegro in Cetinje gelangte.[6]

### Serbien
- In der Kirche „Maria Himmelfahrt“ in Apatin (Vojvodina) befindet sich nach dortigen Angaben die einzige Schwarze Madonna Serbiens.[7]

### Slowenien
- Koprivna bei Črna na Koroškem, Sv. Ana
- Kostrivnica, Župnijska cerkev Sv. Marije: Das Wallfahrtsbild der Maria von Čenstohovec soll 1750 aus Polen hierher gebracht worden sein.[8]
- Ljubljana, Mariä-Verkündigung-Kirche (Slowenisch: Cerkev Marijinega oznanjenja), auch Franziskanerkirche genannt (Slowenisch: Frančiškanska cerkev).[9]
- Maribor, Loretanska Kapela im Stadtschloss (auf dem Altar)[10]
- Trenta, Cerkev Device Marije Lavretanska (Deutsch: Kirche der Jungfrau Maria von Loreto)[11]

### Spanien

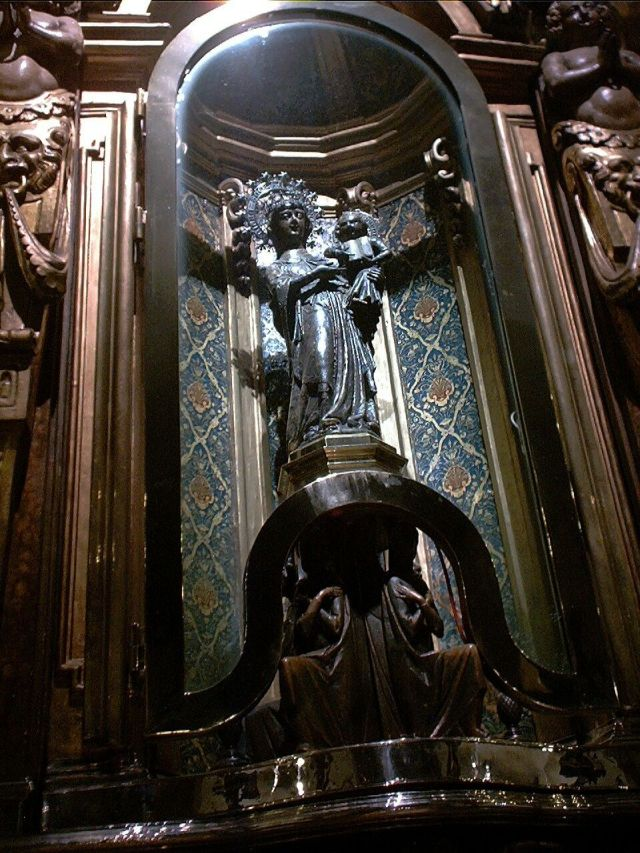
Schwarze Madonna im Santuari de Lluc auf Mallorca

Orte mit einer schwarzen Madonna in Spanien sind zum Beispiel:
- Santa María de Guadalupe in Guadalupe (Provinz Cáceres): Ende 13./Anfang 14. Jahrhundert soll das Madonnenbild vom Hirten Gil Cordero im nahen Fluss gefunden worden sein. Sie ist seit 1929 Schutzpatronin der Extremadura und auch der hispanischen Völker. Das Dorf Guadalupe ist der Ursprung aller Guadalupe-Heiligtümer.
- Unsere Liebe Frau von Montserrat im Kloster Montserrat bei Barcelona, katalanisches Nationalheiligtum: die Statue soll nach der Überlieferung kurz nach 888 gefunden worden sein, sie wird von Kunsthistorikern aber auf das 12. Jahrhundert datiert.
- Escorca: Im Santuari de Lluc auf Mallorca wird eine schwarze Madonna aufbewahrt, die der Legende nach vom Hirtenjungen Lluc nach 1229 im Gestrüpp gefunden wurde.
- Chipiona, Provinz Cádiz in Andalusien: Die  Virgen de Regla soll der Legende nach im 8. Jahrhundert im Besitz von Augustinus gewesen, im 8. Jahrhundert vor den Mauren vergraben und im 13. Jahrhundert wiedergefunden worden sein.
- Olot, Provinz Girona: 11./12. Jahrhundert, der Legende nach bereits 872.
- Terrassa, Provinz Barcelona

### Tschechien

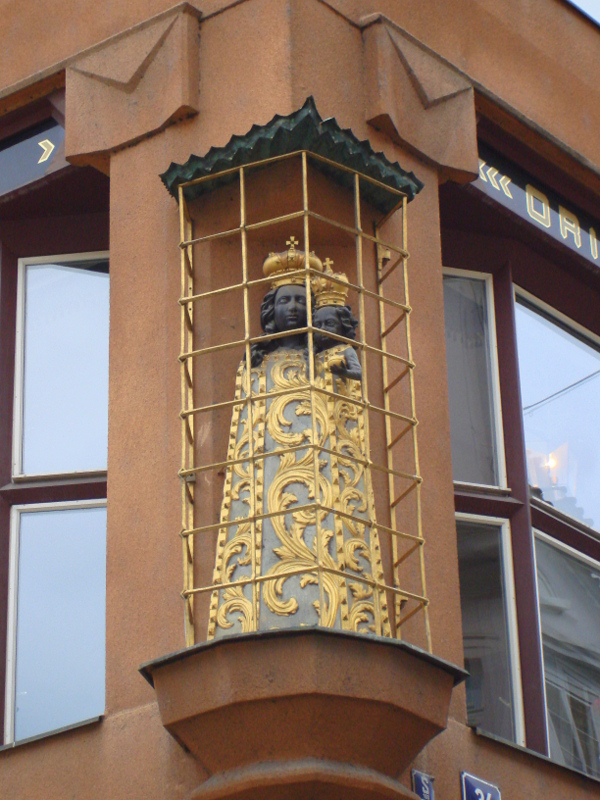
Haus zur Schwarzen Muttergottes in Prag

- In Prag steht in der Celetná-Straße das kubistische Haus zur Schwarzen Muttergottes (Dům U Černé Matky Božý) mit einer Schwarzen Madonna als Erkerskulptur.
- Das Bild der „Schwarzen Madonna des hl. Thomas“ von Brünn gehört zu den angeblich vom Evangelisten Lukas gemalten Marienbildern. Es wird erstmals 1373 erwähnt. Es war demnach von Karl IV. 1356 an dessen Bruder, den Markgrafen Johann, weitergegeben worden, der es wiederum den Augustinern schenkte.
- Auf dem Heiligen Berg (Kloster Svatá Hora) bei Příbram gibt es auch eine schwarze Madonnenstatue.
- Loretokapelle in Rumburk

### Ungarn
- Budapest, Museum der Kirche St. Matthäus, Nachbildung von Loreto aus dem 17. Jahrhundert.
- Szeged, Serbisch-orthodoxe Sankt-Nikolaus-Kirche

## Afrika
Die Frage der schwarzen Madonnen in Afrika südlich der Sahara ist eine der Inkulturation.
- Die schwarze Madonna von Soweto

## Amerika

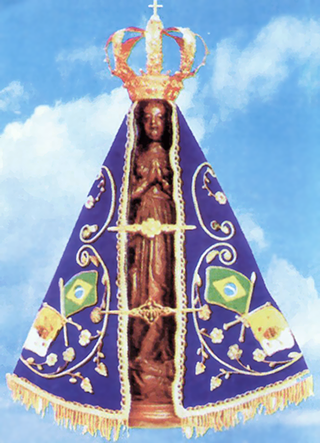
Nossa Senhora Aparecida in Brasilien

### Brasilien
Nossa Senhora Aparecida in der Basílica de Nossa Senhora Aparecida wurde zu einer Nationalheiligen des brasilianischen Volkes und spielt in der Befreiungstheologie eine wichtige Rolle.

### Bolivien
Im bolivianischen Wallfahrtsort Copacabana wird ebenfalls eine schwarze Madonna verehrt.

### Costa Rica
- Cartago: „La Negrita“, die schwarze Madonna Costa Ricas, befindet sich von September bis 2. August in der Basilika Nuestra Señora de los Ángeles in Cartago und danach für einen Monat in der Kathedrale von San José (Costa Rica).

### Vereinigte Staaten
- Eureka, Missouri: Der „Black Madonna Shrine“ ist ein Abbild der Madonna von Tschenstochau
- New York City, Cathedral of Saint John the Divine
- New York City, Kapelle der Bischofssynode der Russisch-Orthodoxen Kirche: 1295 in Rylsk gefunden, dann nach Kursk gebracht, nach Zerstörungen verschwunden, 1945 in München wiedergefunden und nach New York gebracht